# Screen scraping
Screen scraping is een computertechniek waarbij de gegevens vanaf een computerbeeldscherm worden uitgelezen en gebruikt voor invoer in een ander, achterliggend programma. 

## Doel
Deze techniek wordt toegepast om de computeruitvoer van het ene programma geautomatiseerd over te nemen in een ander programma. Screen scraping wordt vooral toegepast voor het overzetten van gegevens uit programma's waarvoor de geautomatiseerde geprogrammeerde conversie niet mogelijk is. Het betreft dan programma's die de uitvoer genereren op een beeldscherm. Te denken valt aan het overzetten van gegevens uit een mainframe- of terminal-scherm naar een tekstverwerker of een ander transactiesysteem. Dergelijke 'legacy' systemen zijn veelal niet geschikt voor het in digitale vorm overzetten van gegevens, waardoor screen scraping, zonder aanpassing van de oude programmatuur,  een efficiënte techniek is.

## Techniek
Screen scraping wordt toegepast door het uitlezen van het videogeheugen van een terminal emulator. De opbouw van een terminal scherm is betrekkelijk eenvoudig, namelijk 25 regels tekst van 80 posities. Ook de velden op deze schermen zijn eenduidig gedefinieerd, waardoor automatisch een vorm van een protocol werd toegepast. Bijvoorbeeld: het veld op positie 60 van regel 15 is 8 tekens lang. Het screen scraping-programma wordt dan zodanig geconfigureerd dan dit betreffende veld kan worden uitgelezen en gekopieerd naar een geheugenbuffer, waarvandaan het vervolgens als invoer in een ander programma op een bepaalde invoerpositie kan worden gebruikt.